# Tour de l'Ain 2022
Il Tour de l'Ain 2022, trentaquattresima edizione della corsa e valevole come evento dell'UCI Europe Tour 2022 categoria 2.1, si svolse in tre tappe dal 9 all'11 agosto 2022 su un percorso di 427 km, con partenza da Châtillon-sur-Chalaronne e arrivo a Lélex, in Francia. La vittoria fu appannaggio del francese Guillaume Martin, che completò il percorso in 10h34'43", precedendo il danese Mattias Skjelmose Jensen e il connazionale Rudy Molard.
Sul traguardo di Lélex 86 ciclisti, sui 119 partiti da Châtillon-sur-Chalaronne, portarono a termine la competizione.

## Tappe
| Tappa  | Data      | Percorso                                 | km  | Vincitore di tappa | Leader cl. generale |
| ------ | --------- | ---------------------------------------- | --- | ------------------ | ------------------- |
| 1ª     | 9 agosto  | Châtillon-sur-Chalaronne > Val-Revermont | 152 | Jake Stewart       | Jake Stewart        |
| 2ª     | 10 agosto | Saint-Vulbas > Lagnieu                   | 144 | Guillaume Martin   | Guillaume Martin    |
| 3ª     | 11 agosto | Plateau d'Hauteville > Lélex             | 125 | Antonio Pedrero    | Guillaume Martin    |
| Totale | Totale    | Totale                                   | 427 |                    |                     |

## Squadre e corridori partecipanti
| N.    | Cod. | Squadra                     |
| ----- | ---- | --------------------------- |
| 1-6   | LTS  | Lotto Soudal                |
| 11-16 | ACT  | AG2R Citroën Team           |
| 21-26 | COF  | Cofidis                     |
| 31-36 | EFE  | EF Education-EasyPost       |
| 41-46 | GFC  | Groupama-FDJ                |
| 51-56 | MOV  | Movistar Team               |
| 61-66 | QST  | Quick-Step Alpha Vinyl Team |
| 71-76 | TFS  | Trek-Segafredo              |
| 81-86 | UAE  | UAE Team Emirates           |
| 91-96 | ARK  | Team Arkéa-Samsic           |

| N.      | Cod. | Squadra                          |
| ------- | ---- | -------------------------------- |
| 101-106 | BBK  | B&B Hotels-KTM                   |
| 111-116 | EOK  | Eolo-Kometa Cycling Team         |
| 121-126 | TEN  | TotalEnergies                    |
| 131-136 | AQD  | Astana Qazaqstan Dev. Team       |
| 141-146 | AUB  | St Michel-Auber 93               |
| 151-156 | GRL  | Go Sport-Roubaix Lille Métropole |
| 161-166 | NMC  | Nice Métropole Côte d'Azur       |
| 171-176 | RIW  | Riwal Cycling Team               |
| 181-186 | UNA  | Team U Nantes Atlantique         |
| 191-196 | DEU  | Germania                         |

## Dettagli delle tappe

### 1ª tappa
- 9 agosto: Châtillon-sur-Chalaronne > Val-Revermont – 152 km

Risultati
| Pos. | Corridore       | Squadra    | Tempo    |
| ---- | --------------- | ---------- | -------- |
| 1    | Jake Stewart    | Groupama   | 3h19'45" |
| 2    | Romain Cardis   | St Michel  | s.t.     |
| 3    | Stan Van Tricht | Quick-Step | s.t.     |

| Pos. | Corridore       | Squadra    | Tempo    |
| ---- | --------------- | ---------- | -------- |
| 1    | Jake Stewart    | Groupama   | 3h19'35" |
| 2    | Romain Cardis   | St Michel  | a 4"     |
| 3    | Stan Van Tricht | Quick-Step | a 6"     |

### 2ª tappa
- 10 agosto: Saint-Vulbas > Lagnieu – 144 km

Risultati
| Pos. | Corridore         | Squadra  | Tempo    |
| ---- | ----------------- | -------- | -------- |
| 1    | Guillaume Martin  | Cofidis  | 3h44'49" |
| 2    | Mattias Skjelmose | Trek     | a 2"     |
| 3    | Rudy Molard       | Groupama | s.t.     |

| Pos. | Corridore         | Squadra  | Tempo    |
| ---- | ----------------- | -------- | -------- |
| 1    | Guillaume Martin  | Cofidis  | 7h04'24" |
| 2    | Mattias Skjelmose | Trek     | a 6"     |
| 3    | Rudy Molard       | Groupama | a 8"     |

### 3ª tappa
- 11 agosto: Plateau d'Hauteville > Lélex – 131 km

Risultati
| Pos. | Corridore       | Squadra  | Tempo    |
| ---- | --------------- | -------- | -------- |
| 1    | Antonio Pedrero | Movistar | 3h28'40" |
| 2    | Harry Sweeny    | Lotto    | a 1'18"  |
| 3    | George Bennett  | UAE      | s.t.     |

| Pos. | Corridore         | Squadra  | Tempo     |
| ---- | ----------------- | -------- | --------- |
| 1    | Guillaume Martin  | Cofidis  | 10h34'43" |
| 2    | Mattias Skjelmose | Trek     | a 6"      |
| 3    | Rudy Molard       | Groupama | a 8"      |

## Evoluzione delle classifiche
| Tappa              | Vincitore          | Classifica generale Maglia gialla | Classifica a punti Maglia verde | Classifica scalatori Maglia rossa | Classifica giovani Maglia bianca | Classifica a squadre        |
| ------------------ | ------------------ | --------------------------------- | ------------------------------- | --------------------------------- | -------------------------------- | --------------------------- |
| 1ª                 | Jake Stewart       | Jake Stewart                      | Jake Stewart                    | George Bennett                    | Jake Stewart                     | Quick-Step Alpha Vinyl Team |
| 2ª                 | Guillaume Martin   | Guillaume Martin                  | Mattias Skjelmose               | Hannes Wilksch                    | Mattias Skjelmose                | Quick-Step Alpha Vinyl Team |
| 3ª                 | Antonio Pedrero    | Guillaume Martin                  | Mattias Skjelmose               | Hannes Wilksch                    | Mattias Skjelmose                | Trek-Segafredo              |
| Classifiche finali | Classifiche finali | Guillaume Martin                  | Mattias Skjelmose               | Hannes Wilksch                    | Mattias Skjelmose                | Trek-Segafredo              |

Maglie indossate da altri ciclisti in caso di due o più maglie vinte
- Nella 2ª tappa Romain Cardis ha indossato la maglia verde al posto di Jake Stewart.
- Nella 2ª tappa Stan Van Tricht ha indossato la maglia bianca al posto di Jake Stewart.
- Nella 3ª tappa Mauri Vansevenant ha indossato la maglia bianca al posto di Mattias Skjelmose.

## Classifiche finali

### Classifica generale - Maglia gialla
| Pos. | Corridore          | Squadra    | Tempo     |
| ---- | ------------------ | ---------- | --------- |
| 1    | Guillaume Martin   | Cofidis    | 10h34'43" |
| 2    | Mattias Skjelmose  | Trek       | a 6"      |
| 3    | Rudy Molard        | Groupama   | a 8"      |
| 4    | Jaakko Hänninen    | AG2R       | a 12"     |
| 5    | Antonio Pedrero    | Movistar   | a 17"     |
| 6    | S. Reichenbach     | Groupama   | a 20"     |
| 7    | George Bennett     | UAE        | a 29"     |
| 8    | Mauri Vansevenant  | Quick-Step | a 1'54"   |
| 9    | Gianluca Brambilla | Trek       | a 3'15"   |
| 10   | Anthony Delaplace  | Arkéa      | s.t.      |

### Classifica a punti - Maglia verde
| Pos. | Corridore         | Squadra  | Punti |
| ---- | ----------------- | -------- | ----- |
| 1    | Mattias Skjelmose | Trek     | 44    |
| 2    | Guillaume Martin  | Cofidis  | 34    |
| 3    | Rudy Molard       | Groupama | 28    |
| 4    | Antonio Pedrero   | Movistar | 25    |
| 5    | Jake Stewart      | Groupama | 25    |

### Classifica scalatori - Maglia rossa
| Pos. | Corridore          | Squadra    | Punti |
| ---- | ------------------ | ---------- | ----- |
| 1    | Hannes Wilksch     | Germania   | 42    |
| 2    | Antonio Pedrero    | Movistar   | 33    |
| 3    | Louis Richard      | U Nantes   | 25    |
| 4    | Julian Alaphilippe | Quick-Step | 23    |
| 5    | Mattias Skjelmose  | Trek       | 18    |

### Classifica giovani - Maglia bianca
| Pos. | Corridore           | Squadra     | Tempo     |
| ---- | ------------------- | ----------- | --------- |
| 1    | Mattias Skjelmose   | Trek        | 10h34'49" |
| 2    | Mauri Vansevenant   | Quick-Step  | a 1'48"   |
| 3    | Alessandro Fancellu | Eolo        | a 4'56"   |
| 4    | Jordan Jegat        | U Nantes    | a 8'37"   |
| 5    | Nicolas Vinokurov   | Astana Dev. | a 8'50"   |

### Classifica a squadre
| Pos. | Squadra                     | Tempo     |
| ---- | --------------------------- | --------- |
| 1    | Trek-Segafredo              | 31h52'46" |
| 2    | AG2R Citroën Team           | a 1'42"   |
| 3    | Groupama-FDJ                | a 7'38"   |
| 4    | Cofidis                     | a 9'55"   |
| 5    | Quick-Step Alpha Vinyl Team | a 17'25"  |